# Pseudoleptus peshawariensis
Pseudoleptus peshawariensis är en spindeldjursart som beskrevs av Akbar och Mohammad Nazeer Chaudhri 1983. Pseudoleptus peshawariensis ingår i släktet Pseudoleptus och familjen Tenuipalpidae. Inga underarter finns listade i Catalogue of Life.